# Haematopota brunnipes
Haematopota brunnipes är en tvåvingeart som beskrevs av Stone och Philip 1974. Haematopota brunnipes ingår i släktet Haematopota och familjen bromsar.
Artens utbredningsområde är Myanmar. Inga underarter finns listade i Catalogue of Life.